# Lombardo (nave)
Il piroscafo Lombardo fu una delle imbarcazioni utilizzate per trasportare i Mille al comando di Giuseppe Garibaldi da Quarto verso la Sicilia.

## Caratteristiche
Si trattava di una nave con scafo in legno con ponte di coperta parzialmente coperto in rame. La propulsione era a vapore, con due ruote a pale, sebbene fosse dotata anche di attrezzatura velica con due alberi e vele quadre, come tutti i piroscafi della stessa epoca; dislocava 729 tonnellate e il motore, costruito a Londra dalla ditta Maudslay, Sons e Field, aveva una potenza di 220 cavalli. Al momento dell'impresa dei mille era di proprietà della società armatoriale "Rubattino", era adibita al trasporto civile, mentre il Piemonte, il secondo piroscafo utilizzato nell'impresa, svolgeva servizio postale.

## Storia
Il piroscafo, costruito a Venezia nel 1841, fu immatricolato a Livorno per usufruire del favorevole regime doganale toscano. Dopo varie vicissitudini fu acquistato nel 1846 dalla compagnia Rubattino. Nel 1848 fu utilizzato per riportare a Genova i superstiti dei difensori della Repubblica Romana. Nel 1851 fu utilizzato sulla linea postale Genova-Cagliari e successivamente su quella Genova-Tunisi.
Nel 1855 fu noleggiato dal Regno di Sardegna per il trasporto di truppe durante la guerra di Crimea.
L'utilizzo delle due navi per la spedizione dei Mille, dopo che un gruppo di garibaldini al comando di Nino Bixio se ne impadronì nella notte tra il 5 ed il 6 maggio del 1860, nel porto di Genova, è al centro di controverse ricostruzioni storiche, anche se fu chiaro, fin dall'inizio, che il loro furto fosse simulato, poiché avvenuto sulla base di un accordo tra Garibaldi e il direttore della società Giovanni Battista Fauché.
In attesa di far raggiungere alle macchine la sufficiente pressione il Lombardo, al cui comando fu posto Bixio, mentre secondo era il capitano anconetano Augusto Elia, fu rimorchiato dal Piemonte che salpò nella notte con una complessa manovra nel vecchio porto di Genova. Garibaldi si imbarcò sul Piemonte nel porto di Genova, dove si era fatto portare a remi avendo atteso inutilmente per ore in barca davanti a Quarto.
Il Piemonte, insieme al Lombardo, usciti dal porto, dopo avere raccolto i volontari e i materiali dalle barche in attesa presso il vicino quartiere di Foce, (vedere: Foce e la Spedizione dei Mille), si diressero verso Quarto, dove fu imbarcato il resto degli uomini. 
Durante la sosta a Talamone, il timone venne affidato a Lorenzo Carbonari, esperto marinaio; dopo questa sosta il Lombardo, essendo stati ridistribuiti i passeggeri, trasportava probabilmente 627 uomini. 
Dopo una successiva sosta a Porto Santo Stefano, effettuata per fare rifornimento di carbone, le due navi diressero verso la Sicilia o, per meglio dire, verso le Egadi.
Nella notte tra il 10 maggio e l'11 maggio il Lombardo fu distanziato dal più veloce Piemonte, forse anche per aver dovuto fermarsi a raccogliere un uomo caduto in mare. Il ricongiungimento avvenne in maniera rocabolesca poco prima dell'alba dopo che Bixio, avendo scambiato il Piemonte per una nave nemica, stava quasi per ordinarne l'arrembaggio,
(vedere: Lo sventato incidente tra il Piemonte e il Lombardo).
Durante lo sbarco dei garibaldini a Marsala l'11 maggio 1860, il Lombardo andò ad arenarsi, forse per un'errata manovra, forse volutamente per favorire un più veloce sbarco. Il legno piemontese fu oggetto dei colpi dei cannoni delle navi borboniche sopraggiunte e fu in seguito saccheggiato dagli abitanti di Marsala. I borbonici, non essendo riusciti a disincagliarlo, tentarono di renderlo inservibile. L'equipaggio, costretto ad abbandonarlo, costituì, insieme ai marinai del Piemonte, la compagnia di marinai cannonieri che fu posta al comando di Salvatore Castiglia e si distinse nella battaglia di Calatafimi.

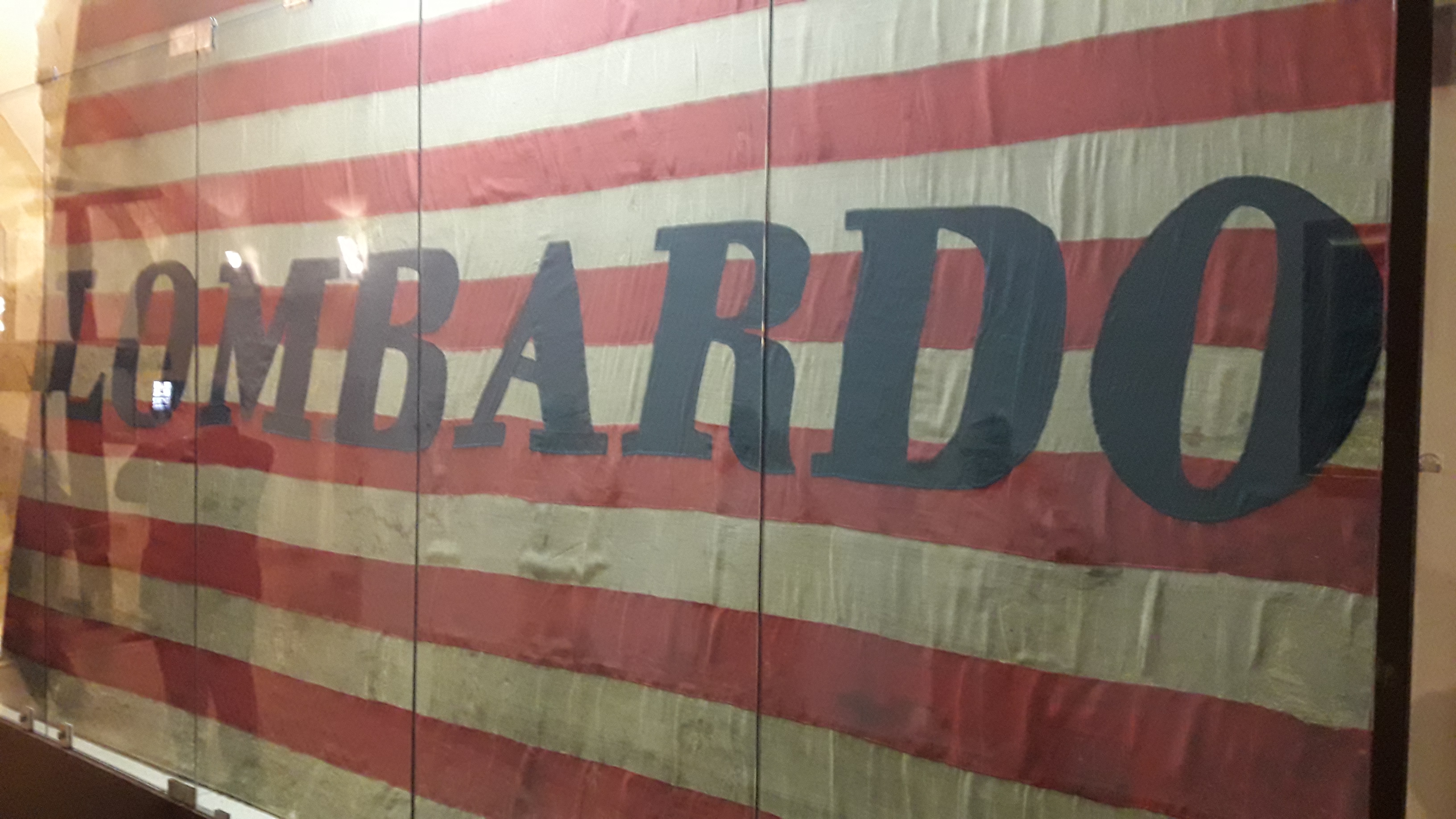
Il vessillo del Lombardo

Il piroscafo rimase semiaffondato nel porto di Marsala fino al mese di luglio, quando fu laboriosamente recuperato dalle forze garibaldine e rimorchiato fino all'Arsenale di Palermo, dove fu messo a nuovo e, invece di essere restituito alla società Rubattino (comunque indennizzata con 750.000 lire), venne iscritto nella marina dittatoriale siciliana. Garibaldi, con decreto del 5 ottobre dispose che dovesse venir preservato, insieme al Piemonte, «in memoria della iniziativa del popolo italiano» ma, dopo la conclusione della spedizione dei Mille, passò invece al servizio della Regia Marina svolgendovi anche servizi umili e trasportando truppe e detenuti, cosa di cui Garibaldi fortemente si lamentò.
Nella notte tra il 12 e il 13 marzo 1864, quattro anni dopo aver sbarcato i garibaldini a Marsala, il Lombardo naufragò presso l'Isola di San Domino, nell'Adriatico, dopo essere finito su una secca a causa di una tempesta, mentre stava trasportando truppe da Ancona a Manfredonia e detenuti alle Tremiti; non vi furono vittime.
Nel 2004 è stato rintracciato il relitto della nave al largo delle  Tremiti.
Il vessillo del bastimento, issato sull'albero di trinchetto, a strisce orizzontali bianche e rosse con la scritta Lombardo a caratteri maiuscoli, è conservato al Museo Pepoli di Trapani.